# Чемпионат мира по хоккею с мячом 2006
26-й Чемпионат мира по хоккею с мячом прошёл в Швеции с 28 января по 5 февраля 2006 года. В соревнованиях приняло рекордное количество команд —  12. Чемпионом мира в третий раз стала сборная России.

## Результаты

#### Группа A
| Место | Сборная   | И | В | Н | П | М       | +/- | Очки |
| ----- | --------- | - | - | - | - | ------- | --- | ---- |
| 1     | Россия    | 5 | 5 | 0 | 0 | 52 — 14 | +38 | 10   |
| 2     | Финляндия | 5 | 4 | 0 | 1 | 32 — 16 | +16 | 8    |
| 3     | Швеция    | 5 | 3 | 0 | 2 | 41 — 14 | +27 | 6    |
| 4     | Казахстан | 5 | 2 | 0 | 3 | 31 — 50 | −19 | 4    |
| 5     | Норвегия  | 5 | 1 | 0 | 4 | 28 — 36 | −8  | 2    |
| 6     | Беларусь  | 5 | 0 | 0 | 5 | 12 — 66 | −54 | 0    |

28 января 2006:
- Швеция — Казахстан 14 — 1
- Финляндия — Беларусь 13 — 1
- Россия — Норвегия 12 — 2

29 января 2006:
- Финляндия — Швеция 5 — 4
- Норвегия — Беларусь 17 — 2
- Россия — Казахстан 21 — 3

30 января 2006:
- Швеция — Беларусь 13 — 1
- Казахстан — Норвегия 10 — 4

31 января 2006:
- Россия — Финляндия 5 — 1

1 февраля 2006:
- Финляндия — Норвегия 6 — 3
- Казахстан — Беларусь 14 — 4
- Россия — Швеция 5 — 4
- 2 февраля 2006:
- Финляндия — Казахстан 7 — 3
- Швеция — Норвегия 6 — 2
- Россия — Беларусь 9 — 4

### Плей-офф

#### Полуфиналы
4 февраля 2006:
- Россия — Казахстан 13 — 3
- Швеция — Финляндия 3 — 1

#### Матч за 3-е место
- 5 февраля 2006: Финляндия — Казахстан 7 — 4

#### Финал
| 5 февраля                                                              | \| Россия \| 3:2 (2:1) [Протокол] \| Швеция \| \| Ломанов, 7 (1:0); Иванушкин, 32 — с углового (2:1); Ломанов, 67 (3:2). \| Голы \| Андерссон, 22 (1:1); С. Эрикссон, 53 (2:2) \| | Стокгольм. Стадион «Зинкенсдамм» Зрителей: 8741 Судья: Янсен |
| Минус 12 градусов.                                                     | |                                                              |
| Россия                                                                 | 3:2 (2:1) [Протокол] | Швеция                                                       |
| Ломанов, 7 (1:0); Иванушкин, 32 — с углового (2:1); Ломанов, 67 (3:2). | Голы | Андерссон, 22 (1:1); С. Эрикссон, 53 (2:2)                   |

### Лучшие бомбардиры
| Игрок     | Команда   | Голов |
| --------- | --------- | ----- |
| Обухов    | Россия    | 18    |
| Бронников | Казахстан | 15    |
| Ломанов   | Россия    | 14    |
| Чернецкий | Беларусь  | 11    |

### Группа B
| Место | Сборная    | И | В | Н | П | М       | +/- | Очки |
| ----- | ---------- | - | - | - | - | ------- | --- | ---- |
| 1     | США        | 5 | 5 | 0 | 0 | 50 - 2  | +48 | 10   |
| 2     | Канада     | 5 | 4 | 0 | 1 | 21 - 4  | +17 | 8    |
| 3     | Венгрия    | 5 | 3 | 0 | 2 | 10 - 16 | -6  | 6    |
| 4     | Нидерланды | 5 | 2 | 0 | 3 | 7 - 27  | -20 | 4    |
| 5     | Монголия   | 5 | 1 | 0 | 4 | 4 - 27  | -23 | 2    |
| 6     | Эстония    | 5 | 0 | 0 | 5 | 6 - 22  | -16 | 0    |

1 февраля 2006:
- Монголия — Эстония 4 — 3
- США — Венгрия 10 — 1
- Нидерланды — Канада 0 — 9
- США — Эстония 8 — 0
- Венгрия — Канада 0 — 3
- Монголия — Нидерланды 0 — 3

2 февраля 2006:
- Монголия — США 0 — 14
- Нидерланды — Венгрия 1 — 3
- Эстония — Канада 0 — 4
- США — Нидерланды 14 — 0
- Венгрия — Эстония 3 — 2
- Канада — Монголия 4 — 0

3 февраля 2006:
- Эстония — Нидерланды — 1 — 3
- Венгрия — Монголия 3 — 0
- Канада — США 1 — 4

#### Квалификационные матчи
- 4 февраля 2006: Нидерланды — Монголия 4 — 3
- 4 февраля 2006: Канада — Венгрия 5 — 0

##### Квалификационный матч за право выступать в группе A в 2007
- 4 февраля 2006: США — Беларусь 2 — 3